# 柏林 (馬里蘭州)
柏林（英語：Berlin）是一個位於美國馬里蘭州烏斯特縣的市鎮。

## 人口
根據2020年美國人口普查的數據，柏林的面積為8.87平方千米，當中陸地面積為8.77平方千米，而水域面積為0.10平方千米。當地共有人口5026人，而人口密度為每平方千米567人。